# Inmigración uruguaya en Canadá
La inmigración uruguaya en Canadá se refiere al movimiento migratorio desde Uruguay hacia Canadá. Según el censo de Canadá de 2011 hay 5500 inmigrantes, principalmente en Ontario.

## Características
Durante la década de 2010 algunos inmigrantes regresaron a su país de nacimiento, pero la mayoría regresó a Canadá, donde se encontraron con más oportunidades. Ellos tienen sus propias instituciones, como la Asociación Uruguay-Canadá, los Consejos Consultivos en Quebec y Toronto y el Canadian Soccer Club, que los representa en Montevideo.